# فائز الزبيدي
فائز الزبيدي (1935 بغداد - 2019 مالمو) هو روائي وشاعر ورسام عراقي، حاصل على شهادة بكالوريوس في الأدب من جامعة بغداد في سنة 1958، إلى جانب نشاطه الثقافي و منذ شبابه عمل في السياسة ترك العراق لأسباب سياسية عام 1974 الى موسكو للاستقرار مع عائلته فيها، حصل فيها على شهادة الدكتوراه في الأدب من جامعة موسكو عام 1982، وعمل أستاذا في الجامعة في الجزائر وليبيا، ثم بعد ذلك سافر الى السويد للاستقرار مع عائلته حتى وفاته في عام 2019 في مدينة مالمو جنوبي السويد.

## مؤلفاته
- حادثة إعدام الموتى (نصوص مسرحية) - لندن للطباعة والنشر - لندن 2022.[7]
- جذور الحجارة (مجموعة قصصية) - منشورات وزارة الثقافة - دمشق 1991.[8]
- السدرة تزهر مرتين (رواية) - الفارابي - دمشق 1987.[9]
- الذاكرة  والغضب (رواية) - 1986.[10]
- أغنية السلام (ديوان شعر) - بغداد 1958